# Uppstigande nod

Den stigande noden är ett av flera orbitala element.

Uppstigande nod är en av de två punkter i där en  planet- eller kometbana där denna skär ekliptikan till vilken den lutar och vilken planeten (kometen) passerar under sin banrörelse från södra sidan till norra och dess ekliptiska latitud går från negativ till positiv.

## Referensplan
Vanliga referensplan är följande:
För en geocentrisk bana  jordens ekvatorialplan. I det här fallet kallas icke-lutande banor ekvatoriella.
För en heliocentrisk bana, det ekliptiska eller oföränderliga planet. I detta fall kallas icke-lutande banor ekliptiska.
För en omloppsbana utanför solsystemet, planet genom primärobjektet  vinkelrät mot en linje genom observatören och primärobjektet (kalla himmelsplan).

## Nodskillnad

Animering om noder av två elliptiska banor. (Klicka på bilden.)

Om en referensriktning från ena sidan av referensplanet till den andra är definierad kan de två noderna särskiljas. För geocentriska och heliocentriska banor är den stigande noden (eller nordnoden) där det kretsande objektet rör sig norrut genom referensplanet, och den nedåtgående noden (eller sydnoden) är där det rör sig söderut genom planet. När det gäller objekt utanför solsystemet är den uppåtgående noden den nod där det kretsande sekundärobjektet passerar bort från observatören, och den nedåtgående noden är den nod där den rör sig mot observatören., , p. 137..
Positionen för noden kan användas som en av en uppsättning parametrar, kallade orbitalelement, som beskriver omloppsbanan. Detta görs genom att ange longituden för den stigande noden (eller, ibland, nodens longitud.)
Linjen av noder är den räta linjen som resulterar från skärningen av objektets omloppsplan med referensplanet; den passerar genom de två noderna.

## Symboler och nomenklatur
- Wiktionary har ett uppslag om anabibazon.
- Wiktionary har ett uppslag om catabibazon.

Symbolen för den stigande noden är (Unicode : U+260A, ☊), och symbolen för den fallande noden är (Unicode : U+260B, ☋).
Under medeltiden och tidig modern tid kallades Månens stigande och nedåtgående noder i ekliptikplanet för "drakhuvudet" (latin: caput draconis, arabiska : رأس الجوزهر ) respektive "draksvansen" (latin: cauda draconis).:p.141;:p.245 Dessa termer refererade ursprungligen till de tider då månen korsade solens skenbara väg på himlen (som i en solförmörkelse). Dessutom användes korruptioner av den arabiska termen som ganzaar, genzahar, geuzaar och zeuzahar i det medeltida västerlandet för att beteckna någon av noderna:pp.196–197;:p.65;:pp.95–96..  
De Koine-grekiska termerna αναβιβάζων och καταβιβάζων användes också för de stigande och nedåtgående noderna, vilket gav upphov till de engelska termerna anabibazon och catabibazon.: ¶27

## Månens noder

Nodes of the Moon

För månens omloppsbana runt jorden anses planet vara ekliptikan, inte ekvatorialplanet. Solens gravitationskraft på månen gör att dess noder gradvis pressas västerut och avslutar en cykel på cirka 18,6 år.

### Användning inom astrologi
Bilden av de stigande och nedåtgående orbitala noderna som huvudet och svansen på en drake, 180 grader från varandra på himlen, går tillbaka till kaldéerna, Den användes av zoroastrierna och sedan av arabiska astronomer och astrologer. På mellanpersiska kallades dess huvud och svans gōzihr sar respektive gōzihr dum; på arabiska, al-ras al-jawzihr och al-dhanab al-jawzihr — eller i fallet med månen, ___  al-tennin. Bland argumenten mot astrologer som Ibn Qayyim al-Jawziyya (1292–1350) framförde i sin Miftah Dar al-SaCadah: "Varför är det så att du har gett inflytande till al-Ras [huvud] och al-Dhanab [svansen], som är två imaginära punkter som inte går nedåt?"